# Naoto
Naoto is een Japanse jongensnaam. In de meest voorkomende schrijfwijze (直人) betekent de naam eerlijke mens, bestaande uit de onderdelen "nao" (eerlijkheid) en "to" (persoon).

## Bekende naamdragers
- Naoto Hori, Japans voetballer
- Naoto Kan, Japans politicus
- Naoto Otake, Japans voetballer
- Naoto Tajima, Japans atleet
- Naoto Sakurai, Japans voetballer